# Kosiory
Kosiory [kɔˈɕɔrɨ] (en alemán: Reusen) es un pueblo ubicado en el distrito administrativo de Gmina Rogowo, dentro del Distrito de Rypin, Voivodato de Cuyavia y Pomerania, en el norte de Polonia central. Se encuentra aproximadamente a 6 kilómetros al este de Rogowo, a 12 kilómetros al sur de Rypin, y a 58 kilómetros al este de Toruń.